# جوني بوكلند
جونثان مارك بوكلند (Jonathan Mark Buckland) أو اغتصارا جوني بوكلند (Jonny Buckland) هو موسيقي وعازف ومغني إنجليزي أكثر مايعرف به هو انتمائه لفرقة الروك البريطانية كولدبلاي .

## روابط خارجية
- جوني بوكلند على موقع IMDb (الإنجليزية)
- جوني بوكلند على موقع الموسوعة البريطانية (الإنجليزية)
- جوني بوكلند على موقع ميوزك برينز (الإنجليزية)
- جوني بوكلند على موقع أول ميوزيك (الإنجليزية)
- جوني بوكلند على موقع ديسكوغز (الإنجليزية)
- جوني بوكلند على موقع قاعدة بيانات الفيلم (الإنجليزية)